# Trichoderma harzianum
Trichoderma harzianum är en svampart som beskrevs av Rifai 1969. Trichoderma harzianum ingår i släktet Trichoderma och familjen Hypocreaceae.   Inga underarter finns listade i Catalogue of Life.